# Alte Donau (métro de Vienne)
Alte Donau (en allemand : U-Bahn-Station Alte Donau) est une station de la ligne U1 du métro de Vienne. Elle est située sur le territoire de Donaustadt, XXIIe arrondissement de Vienne en Autriche.

## Situation sur le réseau

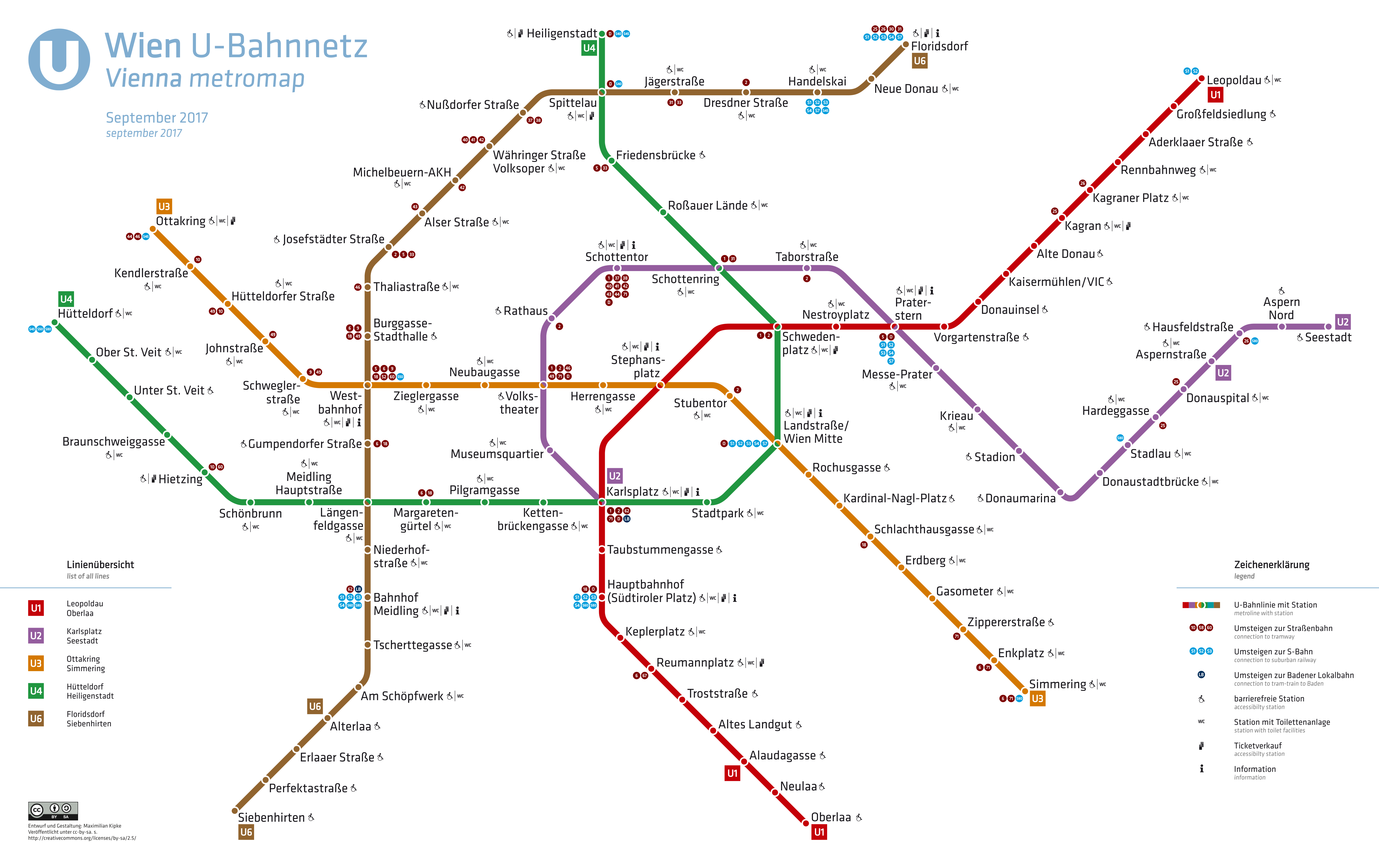
Plan du métro (2017).

Établie en aérien, Alte Dona est une station de passage de la ligne U1 du métro de Vienne, elle est située entre la station Kaisermühlen, en direction du terminus sud Oberlaa, et la station Kagran, en direction du terminus nord Leopoldau.
Elle dispose des deux voies de la ligne encadrées par deux quais latéraux.

## Histoire
La station Alte Donau est mise en service le 3 septembre 1982, lors de l'ouverture à l'exploitation du prolongement de Praterstern à Kagran.

## Services aux voyageurs

### Accès et accueil

Installations
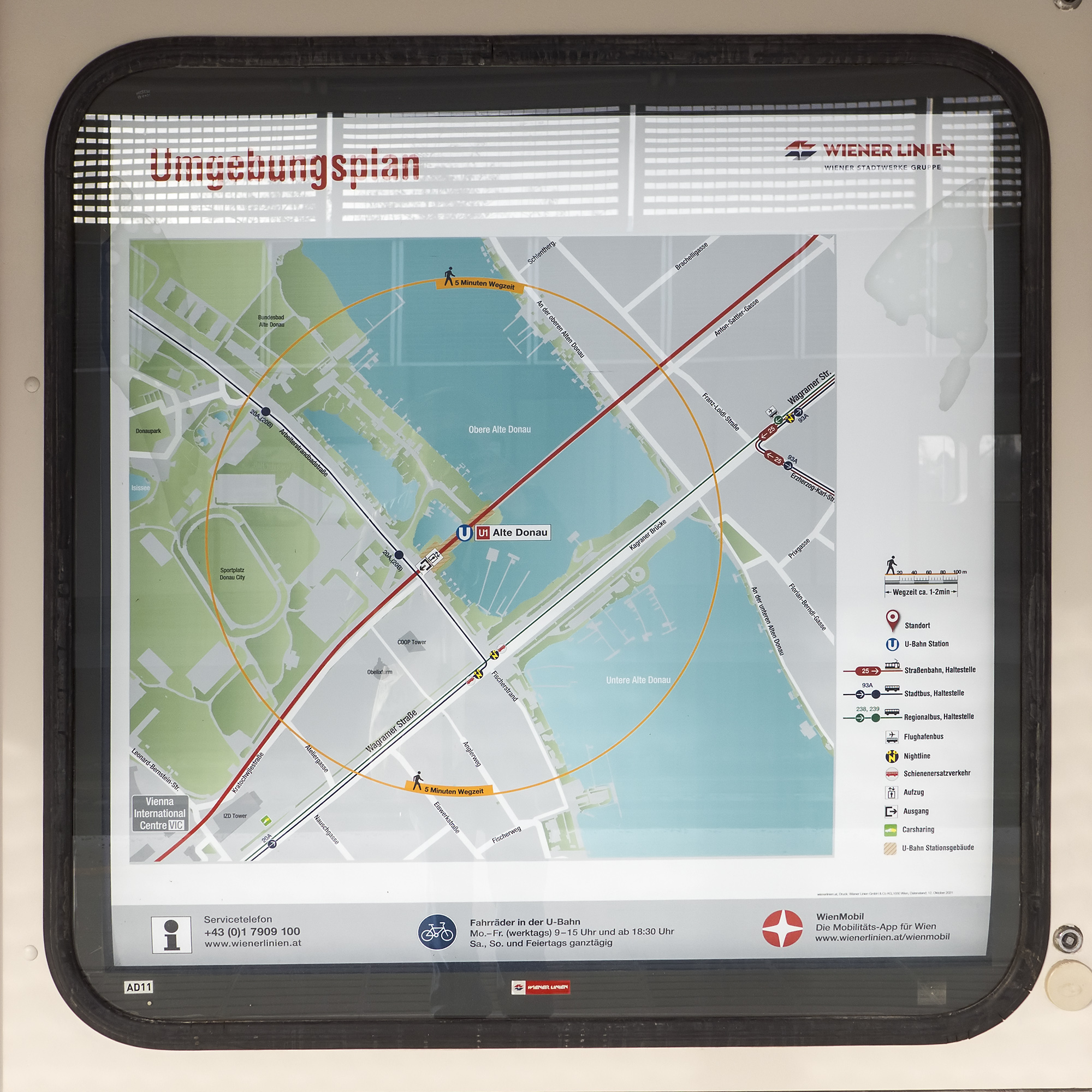
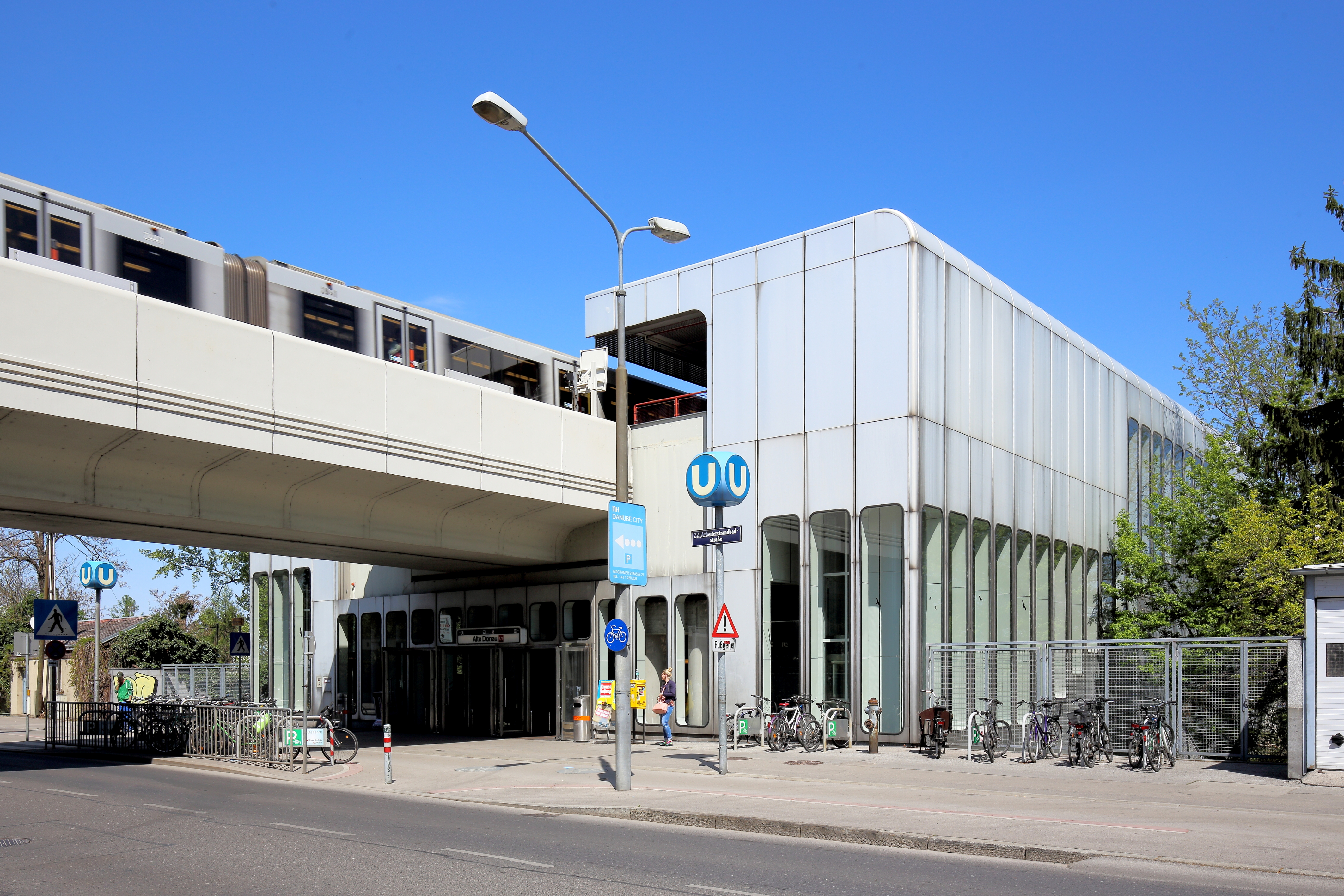
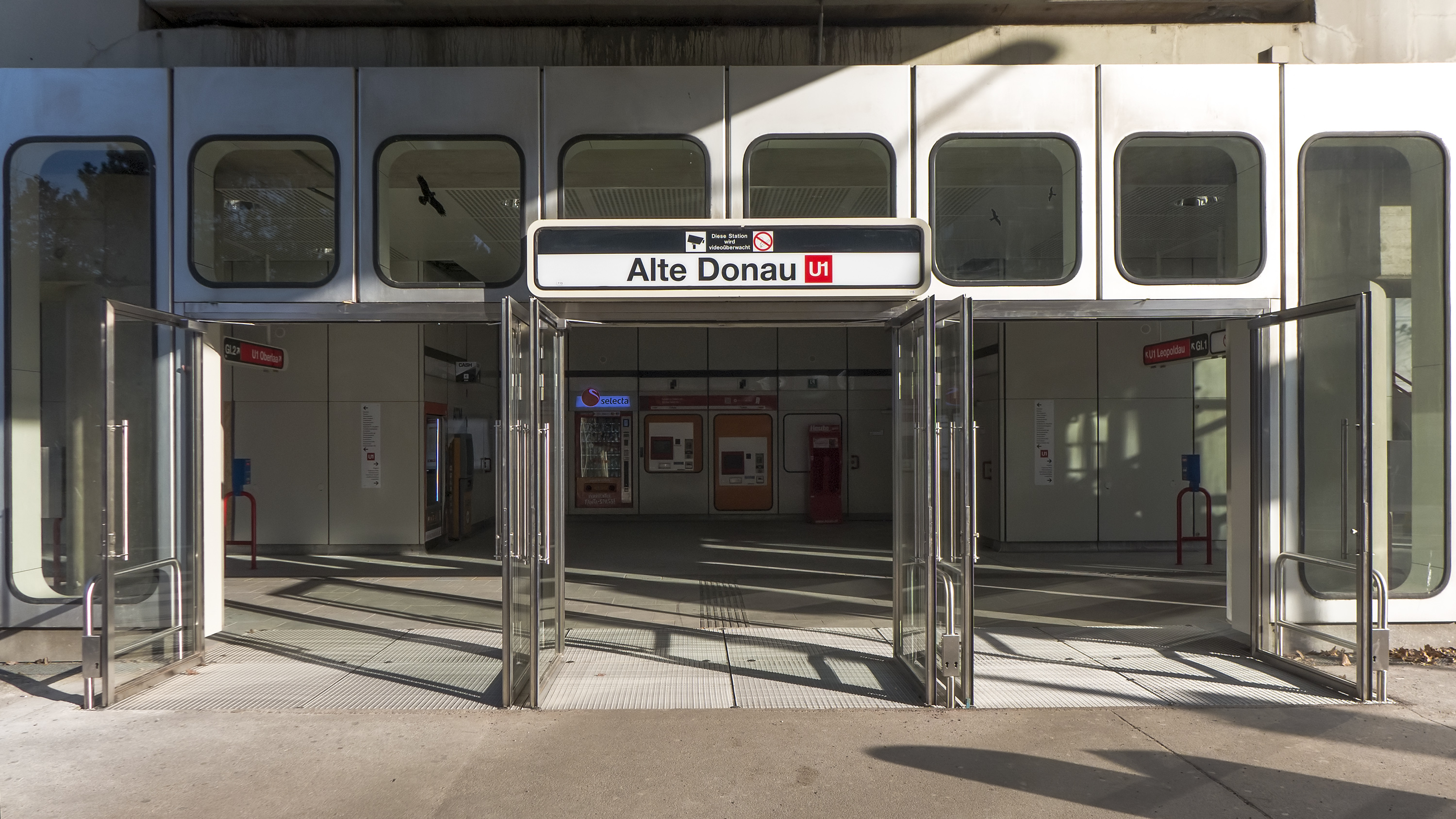

### Desserte

Installations et desserte
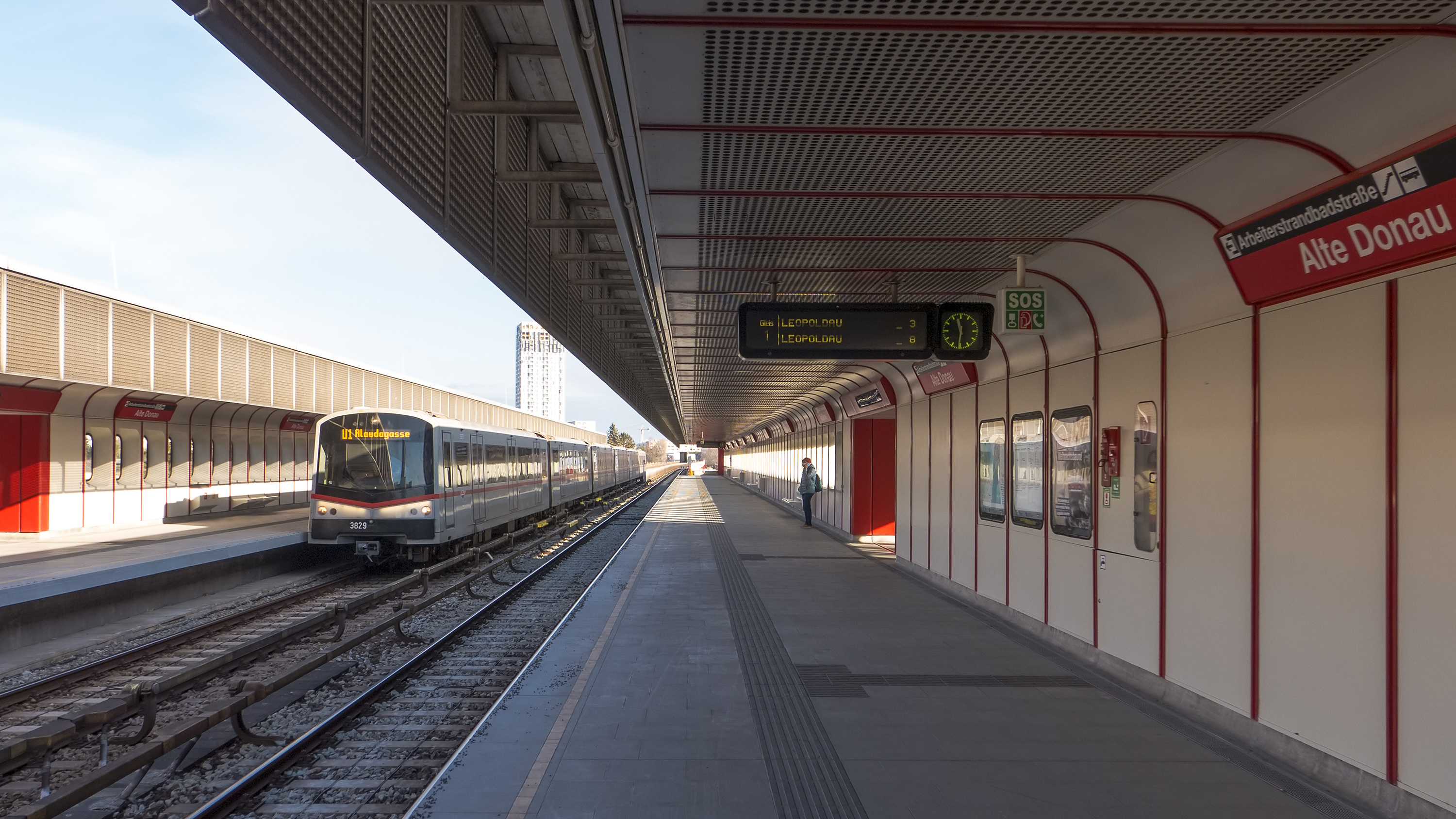
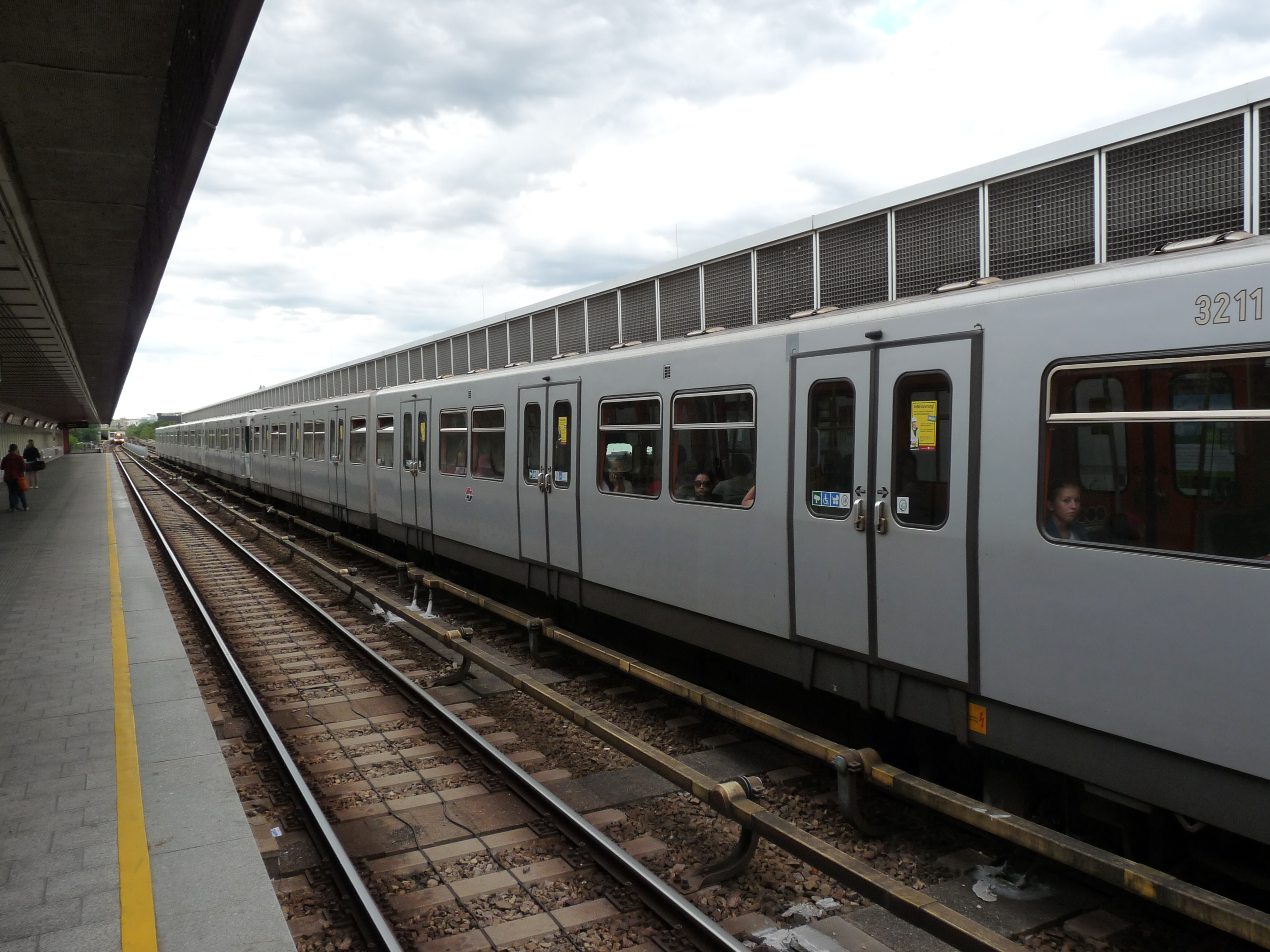
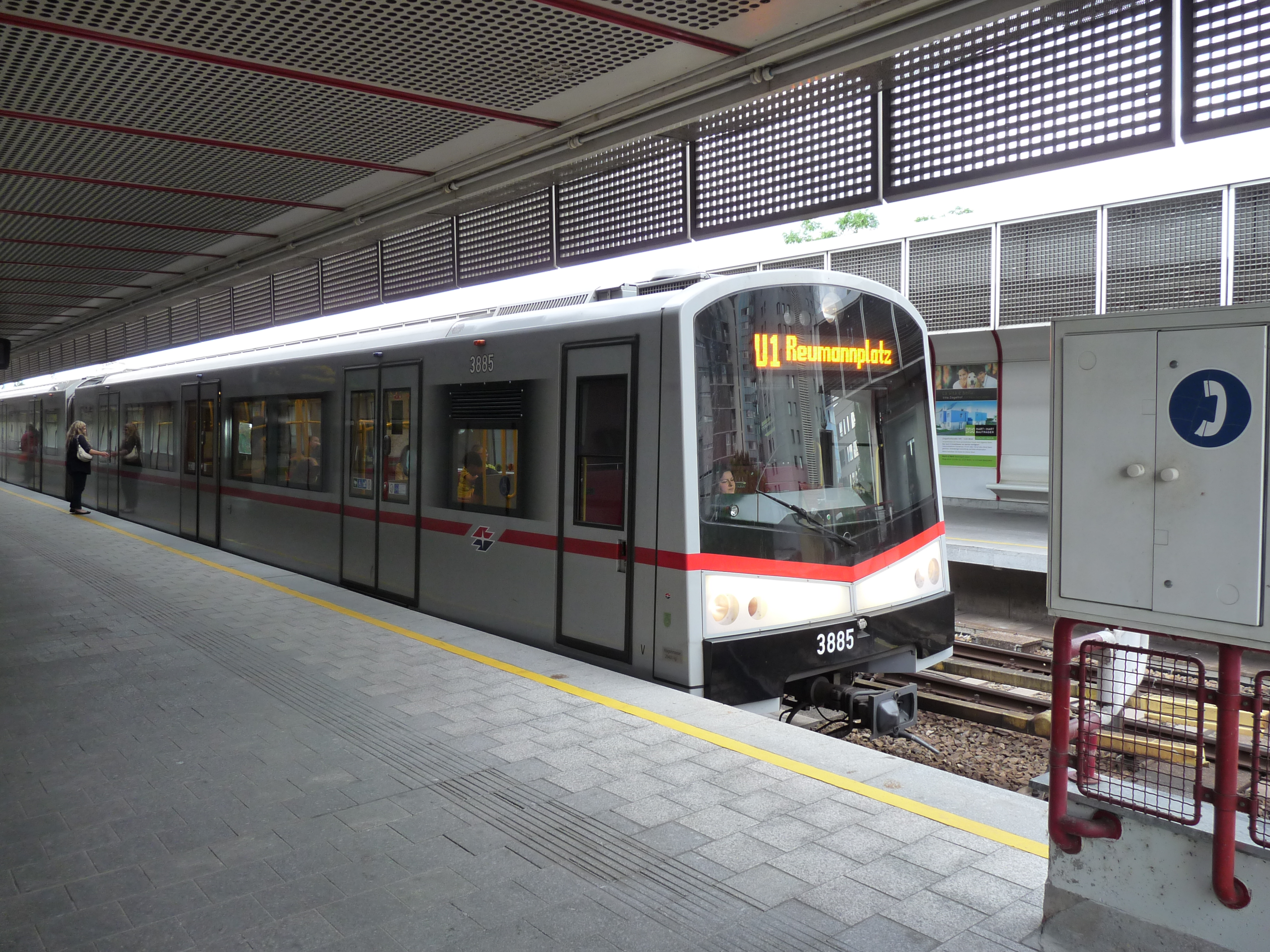